# Sigebert de Lamme

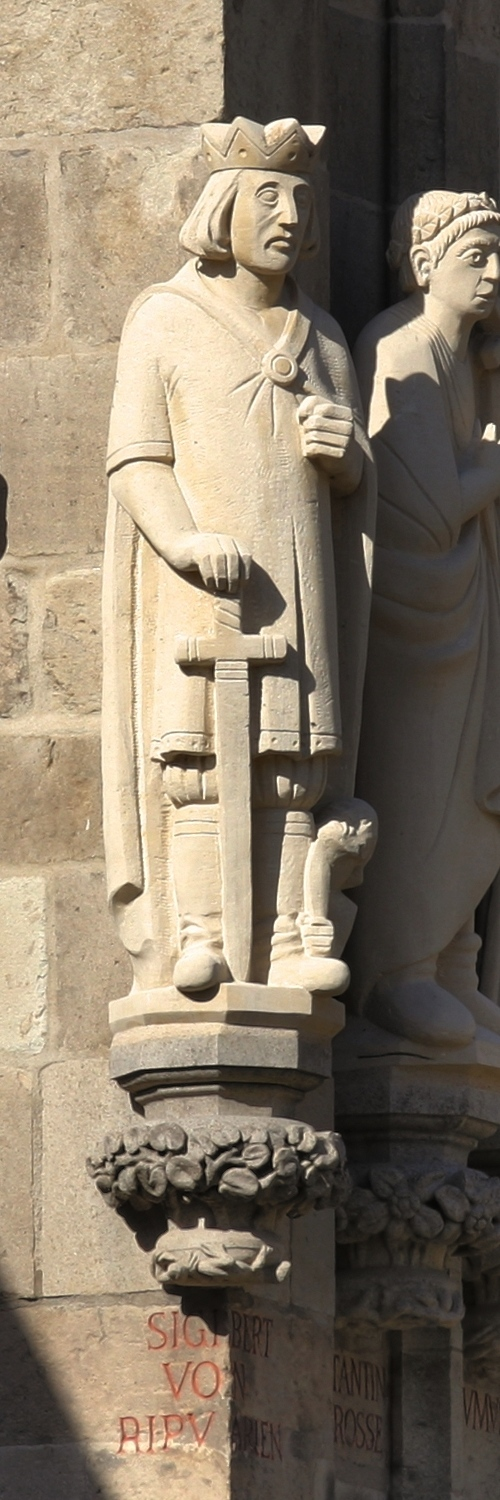
Sigebert de Lamme

Sigebert de Lamme (ca. 450-509) was koning van de Ripuarische Franken. Hij was een bloedverwant en trouwe bondgenoot van Clovis I maar werd gedood als gevolg van diens intriges in zijn streven om alle Franken onder zijn gezag te verenigen.
Sigebert was koning van de Ripuarische Franken (de Frankische stam die aan weerszijden van de Rijn leefde) met Keulen als hoofdstad. In tegenstelling tot de andere Frankische koningen nam Sigebert geen deel aan de slag bij Soissons tijdens de campagne tegen Syagrius. Zijn opdracht was het om hun rijken te beschermen tegen de Alemannen. In 496 werd hij aangevallen door de Alemannen. Hij riep Clovis te hulp. Met steun van de Salische Franken onder Clovis wist hij deze aanval af te slaan in de Slag bij Tolbiac (Zülpich). Tijdens die veldslag werd Sigebert gewond aan zijn knie, waardoor hij de rest van zijn leven kreupel bleef, wat zijn bijnaam verklaart.
Nadat Clovis met hulp van de andere Frankische vorsten in 509 de Visigoten had verslagen, begon hij een campagne om alle resterende Frankische vorsten te elimineren met de bedoeling de enige koning van alle Franken te worden. Het uitschakelen van al zijn rivalen is niet anders te bestempelen dan als een bewust verraad jegens zijn jarenlange trouwe bondgenoten. Hij liet eerst alle vorsten van de Salische Franken doden. Daarna stookte hij Sigeberts zoon Cloderic op om de macht te grijpen ten koste van zijn vader. Geruggensteund door de machtige Clovis keerde Cloderic terug naar Keulen en vermoordde hij zijn vader toen die lag te rusten tijdens een jachtpartij. 
Volgens het boek Decem libri historiarum van Gregorius van Tours (Greg. Tur. II. 40) werd Cloderic voor korte tijd de opvolger van zijn vader. Cloderic bracht Clovis op de hoogte van de moord en bood hem als teken van hun nieuwe alliantie de mooiste schatten aan van het pas geërfde koninkrijk. Volgens Gregorius beschuldigde Clovis (Chlodwig in het Frankisch) Cloderic korte tijd later ervan een moordenaar te zijn en liet hij hem ombrengen.
Door dit verraad kon Chlodwig zichzelf uitroepen tot koning van de Ripuarische Franken. Volgens Gregorius zou Clovis er na al die moorden over geklaagd hebben dat hij geen familie meer had, en zo toegeven dat de slachtoffers bloedverwanten waren.  